# チョン・ヨンジュン
チョン・ヨンジュン（鄭容俊、1981年 - ）は、韓国の小説家、大学教授。

## 経歴
1981年、光州生まれ。朝鮮大学校ロシア語科卒業後、同大学大学院文芸創作学科修了。
2009年、短編「グッドナイト、オブロー」が雑誌『現代文学』に掲載されて文壇デビュー。
2011年、短編「トトト、ト」で第2回〈若い作家賞〉を、2016年、「宣陵散策」で第16回〈黄順元文学賞〉を受賞した。
現在はソウル芸術大学文芸創作科で教鞭を取る。

## 邦訳作品
- 『宣陵散策』藤田麗子 訳、クオン、韓国文学ショートショート、2019年10月
- 『幽霊』浅田絵美 訳、彩流社、2021年10月